# Илиян Николов
Илиян Павлов Николов е български архитект.

## Биография
Роден в София през 1951 г. Завършва Архитектурния факултет на ВИСИ през 1976 г.
Баща му арх. Павел Илиев Николов (р. 1922 г.) е архитект, завършил Политехниката в София през 1948 г., впоследствие проектант и ръководител на ателие в „Главпроект“. Главен архитект на градоустройствения план на Свищов. По негови проекти са изградени: районът на язовир „Батак“, правителствен балнеосанаториум в Наречен (1956), реконструкция на заседателната зала на Народното събрание (1962 – 1982), партиен дом в Свищов (1975), широкоформатно кино и библиотека в Свищов (1976), правителствен балнеосанаториум в Банкя (1976), реконструкция на хотел „Балкан“ в София (1986).
Майка му Евгения Радева (р. 1926 г.) е монтажистка и сценаристка в СИФ „Бояна“. Като монтажистка нейни филми са „Рицар без броня“ (1966), „Сбогом приятели“ (1970), „Козият рог“ (1972), „Спомен за близначката“ (1976), „Осъдени души“ (1975), „Звезди в косите, сълзи в очите“ (1977), а като сценаристка – „Бумеранг“ (1979), „За една тройка...?!“ (1983), „Лошо момче“ (1992)
В началото на творческия си път Илиян Николов работи с баща си в Дирекцията за обществени и жилищни комплекси и градоустройство в най-голямата тогава в страната проектантска организация „Главпроект“. След това в началото на 1990 г. те регистрират бюро „Николов & Николов – архитекти“, с което символично възстановяват семейната частна проектантска практика, започната от дядото инж. Илия Николов през 1924 г.
Илиян Николов специализира в Париж и Монпелие на тема „Архитектурни и урбанистични проблеми на търговската активност в социо-културните центрове и ансамбли на Франция“.
Илиян Николов има 2 сина, от които по-големият Павел Николов Младши е студент във Виенския технически университет (и ще наследи професията, която се предава в рода от баща на син), член на Съюз на архитектите в България, Камарата на архитектите в България, ЕВРОПАН – България, РОТАРИ – България.

## По-значителни обекти
Автор е на редица архитектурни обекти, между които по-значителни са:
- Търговски център на град Кърджали (с Е. Кондарев), 1979 – 1989
- Сградата на Народното събрание – преустройства
- Сградата на „Шератон София Хотел Балкан“ (с П. Николов и Е. Кондарев, после самостоятелно) – всички преустройства от 1983 г.
- Сграда на „Главпроект“, София – преустройство и разширение (с Е. Кондарев)
- Пленарна зала на Столичния общински съвет[4]
- Сградата на Софийската градска художествена галерия, 2002 г.[6]
- Офис сграда на „Абротеа Интернешънъл“ (до Руската църква), София, 2002 г.
- Сграда „Ропотамо Плаза“, София
- Сграда „Мастерфикс“, София[7]
- Луксозни бутици („Cartier“ и др.) на мястото на бившия „Детмаг“, София, ул. „Съборна“, 2009 г.
- Комплекс „Сан Стефано Плаза София“, 2004 – 2015 г. (с арх. Ст. Добрев и арх. Ф. Захариев) – „Сграда на годината`2016“ в категория „Многофункционални комплекси“[5]

## Друга дейност
Илиян Николов е член на Съюза на архитектите в България (САБ). От началото на 1990-те години е избиран 4 пъти за член на Управителния съвет на САБ. Заместник-председател на САБ.
Член е на Камарата на архитектите в България (КАБ), а в средата на 1990-те години е председател на Софийския клон на КАБ.
Работи като началник на Управление „Архитектура и градоустройство“ (УАГ) на Столичната община в периода 1996 – 2000 г., когато сегашните дейности на главен архитект на София съгласно ЗТСУ са споделени с началника на УАГ.
Учредява „Европан България“ – национална секция на европейското архитектурно движение със седалище в Париж, и става неин пръв председател през 2002 г.
Включва се активно във възстановяването на ротарианското движение в България след 2000 г. Член-основател на Ротъри клуб „София-Сердика“.